# Economía del Imperio otomano

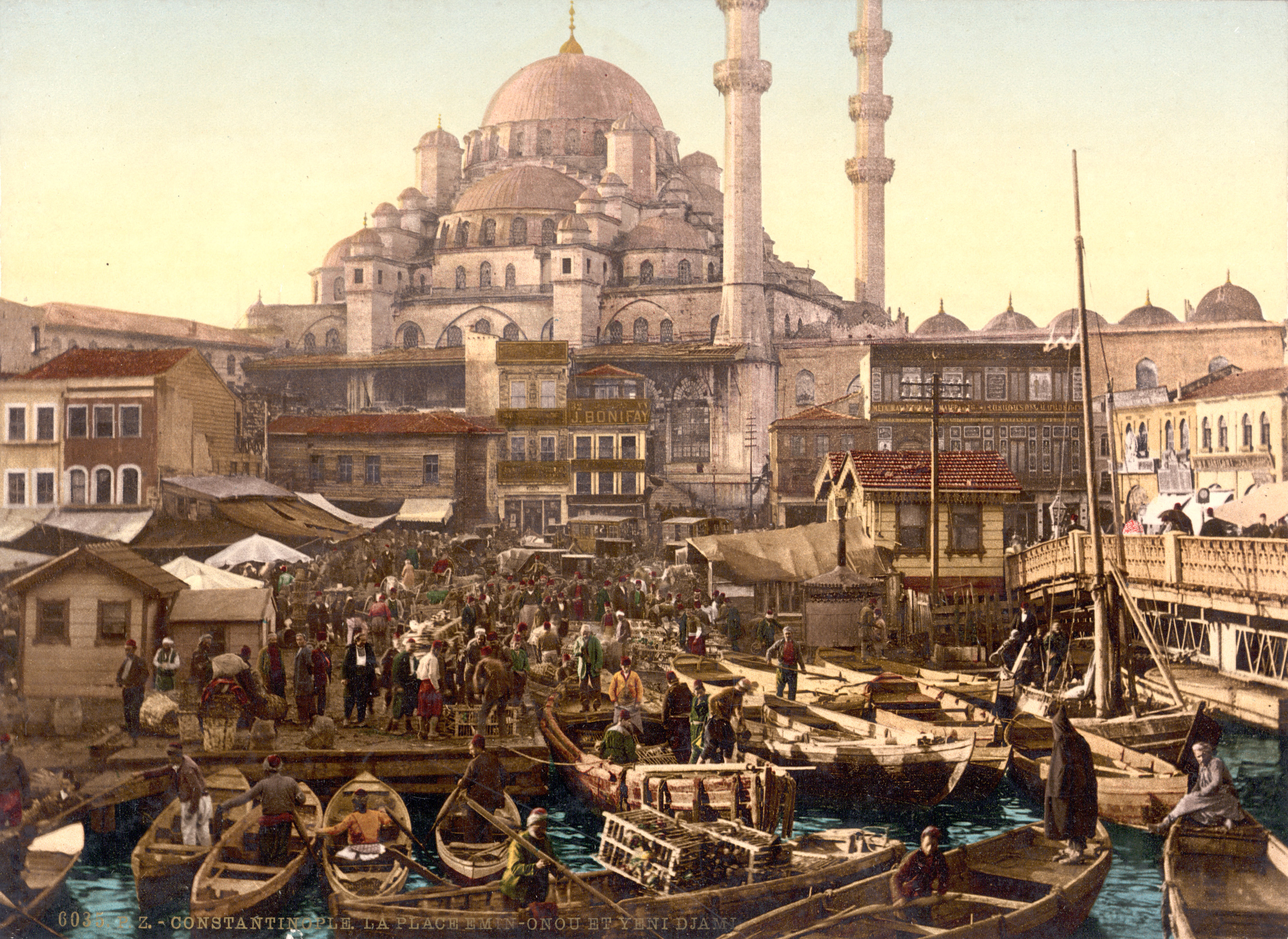
Mezquita Nueva y el Bazar Eminonu, Estambul, alrededor de 1985

El Imperio otomano que existió entre 1299 y 1923. Los otomanos tuvieron como principal fuente de riqueza la  expansión militar y el fiscalismo; por su parte, la agricultura era considerada  más importante que la industria el comercio. En términos económicos, ni el modo de producción asiático de Marx, ni el modo feudal encontrado en la Europa medieval reflejan con precisión la economía otomana, ya que cae en algún punto entre los dos: el exceso de producción campesina fue gravada por el Estado, en lugar de que ser pagado como renta a los señores feudales.

## Agricultura
El Imperio otomano fue una economía agraria, con escasez de capital y mano de obra, pero abundantes tierras. La mayoría de la población se ganaba la vida con pequeñas explotaciones familiares; mientras que alrededor del 40% de los impuestos para el Imperio procedía directa o indirectamente de los ingresos aduaneros por las exportaciones.
Las familias agricultores conseguían sus medios de vida por medio de un complejo conjunto de actividades económicas y no puramente de los cultivos. Así, producían una creciente variedad de cultivos para su propio consumo y se dedicaban a la cría de animales para obtener su leche y lana. Algunas familias rurales manufacturaban bienes para ser vendidos; por ejemplo, los aldeanos balcánicos viajaban a Anatolia y Siria durante varios meses para vender sus tejidos de lana. A través de impuestos y leyes de herencia, a partir del siglo XVII, el Estado animó a los campesinos a comerciar frutas, verduras y ovejas. Este patrón, establecido plenamente en el siglo XVIII, no tuvo un cambio significativos hasta el fin del imperio; eso no quiere decir que no hubo cambios en el sector agrario. Los nómadas desempeñaron un papel importante en la economía, al suministrar productos de origen animal, así como productos textiles y transporte. Eran un problema para el Estado y uno difícil de controlar: los programas de sedentarización tuvieron lugar en el siglo XIX, coincidiendo con la afluencia masiva de refugiados. Esta dinámica tuvo el efecto de una disminución en la cría de animales por parte de las tribus y de un aumento en el cultivo. La creciente comercialización de la agricultura que comienza en el siglo XVIII significó que la población comenzó a cultivar más. Con la urbanización progresiva, los nuevos mercados crearon mayor demanda, que fue fácilmente cubierta con el advenimiento de los ferrocarriles. Dado el aumento de la producción, el Estado requirió que una mayor porción de los impuestos fuera pagada en efectivo.
La producción aumentó debido a varios factores. Un incremento en la productividad resultó de proyectos de irrigación, agricultura intensiva y el mayor empleo de técnicas agrícolas modernas a lo largo del siglo XIX. Para 1900, decenas de miles de arados, cosechadoras y otras maquinarias agrícolas se encontraron en los Balcanes, Anatolia y las tierras árabes; sin embargo, la mayor parte de los aumentos en la producción procedió de vastas áreas que fueron puestas a cultivar intensamente. Las familias comenzaron a incrementar la cantidad de tiempo dedicado al trabajo de la tierra, con lo cual las tierras en barbecho también fueron puestas en uso. La aparcería aumentó las tierras utilizadas que antes habían sido exclusivamente para el pastoreo. 
Junto con las políticas gubernamentales, la llegada de millones de refugiados llevó a que grandes extensiones de tierra sin labrar fueran puestas a trabajar. La cuenca de Anatolia central y la zona esteparia de las provincias sirias fueron casos en que las agencias gubernamentales parcelaron pequeñas propiedades de tierra para los refugiados, un patrón recurrente por todo el Imperio. Las propiedades extranjeros siguieron siendo inusuales, pese a la debilidad política otomana, probablemente debido a la fuerte resistencia local y a la escasez de mano de obra. Se ha sugerido que la división del trabajo no era posible debido a motivos religiosos; sin embargo, Inalcik demuestra que la división del trabajo estuvo históricamente determinada y abierta al cambio. 
Los programas de reforma agrícola a fines del siglo XIX llevaron a que el Estado fundara escuelas agrícolas y granjas modelo que resultaron en la educación de una burocracia autoperpetuada de especialistas agrarios, centrada en el aumento de las exportaciones agrícolas. Entre 1876 y 1908, el valor de las exportaciones agrícolas de Anatolia creció solamente 45%, mientras que los ingresos del diezmo se elevaron en un 79 por ciento. No obstante, las importaciones baratas de granos estadounidenses socavaron las economías agrícolas en toda Europa, en algunos casos, provocando abiertamente crisis económicas y políticas.

## Demografía
| Año  | Población  |
| ---- | ---------- |
| 1520 | 11.692.480 |
| 1566 | 15.000.000 |
| 1683 | 30.000.000 |
| 1831 | 7.230.660  |
| 1856 | 35.350.000 |
| 1881 | 17.388.604 |
| 1906 | 20.884.000 |
| 1914 | 18.520.000 |
| 1919 | 14.629.000 |

Los censos en los territorios otomanos recién se iniciaron a inicios del siglo XIX. Para períodos anteriores, estimados de tamaño y distribución de la población se basan en patrones demográficos observados. Los otomanos desarrollaron un sistema eficiente para contar la población del imperio en 1826, veinticinco años más tarde tales métodos fueron introducidos en el Reino Unido, Francia y América.
No está claro por qué la población en el siglo XVIII era menor que en el siglo XVI; sin embargo, empezó a aumentar hasta alcanzar 25-32 millones en 1800, con alrededor de 10 millones de otomanos en las provincias europeas (principalmente en los Balcanes), 11 millones en las provincias asiáticas y 3 millones en las provincias africanas. La densidad demográfica más alta se encontraba en las provincias europeas, que duplicaba a la de Anatolia, que a su vez triplicaba a la densidad demográfica de Irak y Siria y era cinco veces mayor que en Arabia. En 1914, la población otomana constaba de 18,5 millones de personas, similar a la contabilizada en 1800. Durante este tiempo, el tamaño del imperio fue reducido de más de 3 millones de kilómetros cuadrados a alrededor de 1 millón de km², es decir, había el doble de población y un incremento de la densidad demográfica.
Hacia el fin de la existencia del imperio, la expectativa de vida era de 49 años. Epidemias y hambrunas causaron importantes cambios y trastornos demográficos. En 1785, alrededor de un sexto de población egipcia murió de la plaga, mientras que Alepo redujo su población en un 20% en el siglo XVIII. Seis hambrunas asolaron solo Egipto entre 1687 y 1731, mientras que la última hambruna que golpeó Anatolia fue cuarto décadas después.
El aumento de las ciudades portuarias trajo consigo mayores concentraciones demográficas debido al desarrollo de buques de vapor y vías ferroviarias. La urbanización se incrementó, porque las mejores en salud y salubridad hacía a las ciudades más atractivas para vivir. Las ciudades portuarias como Salónica, en Grecia, incrementaron su población de 55.000 en 1800 a 160.000 en 1912; mientras que Izmir, que tenía una población de 150.000 en 1800 creció a 300.000 en 1914. Por el contrario, algunas regiones mostraron un descenso demográfico. Tal es el caso de Belgrado, cuya población decayó de 25.000 a 8.000, principalmente, debido a trastornos políticos. Luego, las estadísticas demográficas señalan diversas experiencias en regiones diferentes.
Las migraciones económicas y políticas tuvieron un impacto en todo el imperio. Por ejemplo, la anexión rusa y austríaca de las regiones de Crimea y los Balcanes, respectivamente, conllevaron grandes influjos de refugiados musulmanes: 200.000 tártaros crimeos huyeron de Dobruja. Entre 1783 y 1913, aproximadamente 5-7 millones de refugiados ingresaron al Imperio otomano, por lo menos, 3,8 millones de ellos procedían del Imperio ruso. Algunas migraciones dejaron marcas indelebles, como tensión política entre regiones del imperio (como Turquía y Bulgaria), mientras que los efectos centrífugos se observaron en otros territorios. Las economías también se vieron afectadas con la pérdida de artesanos, comerciantes, fabricantes y agricultores.